# توماس غونزاليس
توماس غونزاليس (بالإسبانية: Tomás González Rivera)‏ (3 مارس 1963 مدريد إسبانيا - ) هو لاعب كرة قدم إسباني، يلعب كلاعب وسط، لعب 345 مباراة وسجل 29 هدف.

## مسيرته

### مسيرته مع الأندية
- 1985 - 1989 لعب مع ريال أوفييدو 138 مباراة سجل خلالها 18 هدف.
- 1989 - 1994 لعب مع نادي فالنسيا 142 مباراة سجل خلالها 9 أهداف.
- 1994 - 1996 لعب مع راسينغ سانتاندير 65 مباراة سجل خلالها هدفين.